# Ernst Wilhelm Eschmann
Ernst Wilhelm Eschmann (Pseudonyme: Leopold Dingräve, Severus, Habrich, Fellmann) (* 16. August 1904 in Berlin; † 22. Februar 1987 in München) war ein deutscher Schriftsteller, Soziologe und Philosoph.

## Leben und Wirken
Eschmann absolvierte zunächst ein Studium der Rechte, der Nationalökonomie, Philosophie und Geschichte an der Universität Heidelberg und bekam dort eine Assistentenstelle bei dem Soziologen Alfred Weber. Als dessen Schüler promovierte Eschmann 1928 mit einer Arbeit über den faschistischen Staat in Italien.
1929 begann Eschmann, für die von Hans Zehrer geleitete politische Monatsschrift Die Tat zu arbeiten. Dadurch wurde er Mitglied des sogenannten Tat-Kreises, einem Zirkel junger Journalisten, dem neben Eschmann und Zehrer auch Giselher Wirsing, Ferdinand Fried und Friedrich Wilhelm von Oertzen angehörten, der in den frühen 1930er Jahren einen beachtlichen politischen Einfluss entfaltete und insbesondere dem mächtigen Reichswehrminister Kurt von Schleicher als Ideengeber diente.
Über das Scheitern des Tat-Kreises urteilte er später: „Wir hatten keine richtigen Prinzipien. Wir hielten alles für möglich. Die Idee des Naturrechts, der unveräußerlichen Rechte des Menschen, war uns fremd. Wir hingen ideenmäßig gänzlich in der Luft, ohne eine tragfähige Basis für unsere Konstruktionen zu besitzen.“
Im September 1933 musste Zehrer als Verantwortlicher der Zeitschrift zurücktreten. Ab 1939 wurde die Zeitschrift mit dem neuen Titel Das XX. Jahrhundert von Wirsing und Eschmann herausgegeben (auch 1938 firmierten sie schon als Hgg. der "Tat", zuvor Wirsing allein), wobei sich Eschmann hauptsächlich um den kulturellen Teil kümmerte. Von 1933 bis 1943 war Eschmann Soziologiedozent und Soziologieprofessor an der Universität Berlin. Eschmann beantragte am 19. Februar 1940 die Aufnahme in die NSDAP und wurde zum 1. April desselben Jahres aufgenommen (Mitgliedsnummer 7.617.245), nachdem seinem Aufnahmeantrag von 1937 aus formalen Gründen nicht entsprochen worden war, obwohl sich Wirsing, mittlerweile Schriftleiter des NS-Blattes Münchener Neueste Nachrichten, bei Reinhard Heydrich für ihn verwendet hatte.
Während des Zweiten Weltkrieges war Eschmann Direktor der Frankreichabteilung des Deutschen Auslandswissenschaftlichen Instituts. Hier wurden Dolmetscher, Verwaltungsbeamte und NS-Funktionsträger ausgebildet, das heißt die zukünftigen mit dem Ausland befassten Eliten. In den Jahrgängen 1941–1944 des vom SS-Führer Franz Six herausgegebenen Jahrbuches für Politik und Auslandskunde war Eschmann für den Frankreich-Teil zuständig. In Paris hatte er Kontakt mit dem Kollaborateur Marcel Jouhandeau.
Eschmann war in Marseille Leiter der Zweigstelle Pariser Deutschen Instituts.
Ab 1945 war Eschmann zunächst freier Schriftsteller. 1960 wurde er zum Professor für Philosophie, Soziologie und Geistesgeschichte an die Westfälische Wilhelms-Universität in Münster berufen. 1969 ging er in den Ruhestand.

## Werke
- Der faschistische Staat in Italien. Mit 16 (fotogr.) Abbildungen (auf Tafeln). (Reihe: Jedermanns Bücherei; Abteilung Rechts- und Staatswissenschaft) Ferdinand Hirt, Breslau 1930 (²1933).
- Vom Sinn der Revolution. Eugen Diederichs, Jena, 1933.
- Die Außenpolitik des Faschismus. Junker und Dünnhaupt, Berlin 1934.
- Griechisches Tagebuch. Eugen Diederichs, Jena 1936 (Neuauflagen: Schilling, Düsseldorf 1965; Claassen, Hamburg und Düsseldorf 1967).
- Erdachte Briefe. Eugen Diederichs, Jena 1938.
  - Erdachte Briefe. Hans Bühler junior, Baden-Baden 1947.
  - Erdachte Briefe. Von Babylon bis heute. List-Bücher, 231, List, München 1962.
  - Erdachte Briefe. Von Babylon bis heute. Zeichnungen von Friedrich und Hannelore Schwarzat. Claassen, Hamburg, 1986 (5. durchgesehene und erweiterte Auflage).
  - Erdachte Briefe. Von Babylon bis heute. Moewig, Rastatt 1981 (TB Nr. 6801; Reihe: Playboy Esprit), ISBN 3-8118-6801-2.
  - Erdachte Briefe. Von Babylon bis heute. Mit Zeichnungen von Friedrich und Hannelore Schwarzat. Deutscher Taschenbuch-Verlag, München (dtv 10831), ISBN 3-423-10831-2).
- Ariadne. Trauerspiel. Eugen Diederichs Verlag, Jena 1939.
- als Severus: Frankreich und England. Reihe: Das Britische Reich in der Weltpolitik, 25. Schriften des Deutschen Instituts für Außenpolitische Forschung und des Hamburger Instituts für Auswärtige Politik, 40. Hgg. in Gemeinschaft mit dem Deutschen Auslandswissenschaftlichen Institut. Junker & Dünnhaupt, Berlin 1940.
- Der Aufstieg Italiens zur Großmacht und zum Imperium von 1871 bis zum Kriegseintritt gegen die Westmächte. (Sammlung Göschen, Band 1143.) de Gruyter, Berlin 1941.
- Gespräche im Garten. Eugen Diederichs, Jena, 1941.
- Aus dem Punktbuch. Erste Ausgabe (WG II 17). Berlin, Ulrich Riemerschmidt, 1942.
- Der andere Sultan. Legenden. Eugen Diederichs, Jena 1942.
- Die Führungsschichten Frankreichs. Band I: Von den Capetingern bis zum Ende des Grand Siècle. (mehr nicht erschienen) Junker & Dünnhaupt Verlag, Berlin 1943.
- Miniaturen. (Deutsche Reihe. Band 152.) Eugen Diederichs, Jena 1944.
- Der andere Sultan. Legenden. Eugen Diederichs, Jena, 1942.
  - Der andere Sultan. Legenden. Handätzungen von Franz Danksin. Ex Libris, Zürich 1948.
  - Der andere Sultan. Legenden. Rode und Welte, Umkirch 1986, ISBN 3-925345-01-9.
- Der Besuch in Fischern und andere Erzählungen. Benno Schwabe, Klosterberg-Basel 1948 (Sammlung Klosterberg, Europäische Reihe. Herausgegeben von Hans Urs von Balthasar).
- Paul Valéry. Bühl, Herrliberg-Zürich, 1948.
- Alkestis. Schauspiel. Heliopolis, Tübingen 1950.
- Das Doppelzeichen. Erzählungen. Heliopolis Verlag, Tübingen 1951.
- Messe für Leopold Bernhardt. Stahlberg, Karlsruhe, 1951.
- Das Olympische Fest. Die Geschichte einer großen Idee. (Fotografien der Skulpturen von Olympia von Walter Hege.) Obpacher Kunstverlag, München o. J. [1951]. (Reihe: Das Künstbüchlein, Band 1. Eine kleine Bibliothek für den Kunstfreund.)
- Vorstadtecho. Stahlberg, Karlsruhe, 1952.
- Die Tanne. Roman. Stahlberg, Karlsruhe 1953.
- An den Rändern der Wirklichkeit. Moderne Wissenschaften auf dem Wege zur Metaphysik. Rascher, Zürich – Stuttgart, 1959.
- Im Amerika der Griechen. Erzählungen. Eugen Diederichs, Düsseldorf und Köln 1961 (Claassen, Hamburg 1967).
- Notizen im Tal. Eugen Diederichs, Düsseldorf und Köln, 1962.
- Der Tischler und die Wilden. Erzählungen. Claassen, Hamburg 1964.
- Das Herz in Kult und Glauben. In: Das Herz. Teil 1: Im Umkreis des Glaubens.  (Privatdruck) Dr. Karl Thomae GmbH, Chemisch-pharmazeut. Fabrik, Biberach an d Riß, 1965.
- Einträge. Notizen im Raum. Claassen, Hamburg und Düsseldorf 1967.
- Ein Gott steigt herab. Versuch einer Artemis. Der Mann unter dem Fenster. Erzählungen. Claassen, Hamburg und Düsseldorf 1968.
- Tessiner Episteln. Heinrich Ellermann, Hamburg 1949 (erweiterte Neuauflage: Claassen, Hamburg und Düsseldorf 1970).
- Mit Adolf Rieth: Der Lehrer des Asklepios. – Cheiron unterweist Asklepios – Entwurf: Gerhard Marcks.(Privatdruck) Dr. Karl Thomae GmbH, Biberach an der Riß, o. J. (um 1970).
- Die Kunst von Gandhara. Mit einer Bibliographie. (Privatdruck. Hg. Karl Thomae) Dr. Karl Thomae GmbH. Biberach an der Riß o. J. (ca. 1970–1975)[6].
- Luther findet J. C. Stück in 12 Bildern. Eugen Diederichs, Düsseldorf und Köln, 1975.

## Herausgaben
- Wo findet die deutsche Jugend neuen Lebensraum? Bericht über die Rundfrage des Deutschen Studentenwerks. Herausgegeben vom Deutschen Studentenwerk e. V. Bearbeitet und zusammengefaßt von Dr. E. W. Eschmann. Walter de Gruyter, Berlin und Leipzig 1932.
- Mit Giselher Wirsing: Das XX. Jahrhundert. Monatsschrift. (als Die Tat gegründet 1909, unter dem neuen Titel seit 1939, eingestellt 1944; Mitwirkung Eschmanns seit 1929, Co-Herausgeberschaft seit 1939) Eugen Diederichs, Jena.
- Gebete der Menschheit. Religiöse Zeugnisse aller Zeiten und Völker. Herausgegeben von Alfonso M. de Nola. Zusammenstellung und Einleitung der deutschen Ausgabe von Ernst Eschmann. Eugen Diederichs, Düsseldorf und Köln 1963 (= Deutscher Bücherbund, Stuttgart-Hamburg 1963; Insel, Frankfurt am Main 1977, it 238, ISBN 3-458-01938-3.)